# Smilisca cyanosticta
Smilisca cyanosticta är en groddjursart som först beskrevs av Smith 1953.  Smilisca cyanosticta ingår i släktet Smilisca och familjen lövgrodor. IUCN kategoriserar arten globalt som nära hotad. Inga underarter finns listade i Catalogue of Life.